# Cime Verdi
Il Cime Verdi (in sloveno Male Špice) è un massiccio montuoso delle Alpi Giulie, situato al confine tra Italia e Slovenia.